# Вентиляційна свердловина
Вентиляційна свердловина (рос. вентиляционная скважина, англ. ventilation hole, air hole; нім. Wetterbohrloch) — бурова свердловина великого діаметра, призначена для вентиляції; використовується для відведення вихідного струменя повітря, рідше для подачі свіжого повітря. На діючих і шахтах, що реконструюються, вентиляційні свердловини застосовуються для підвищення ефективності провітрювання камер, довгих тупикових виробок, виїмкових дільниць, крил шахтного поля, панелей, блоків, пластів і шахт загалом.
У період будівництва великих глибоких шахт (для скорочення термінів будівництвами) вентиляційні свердловини використовуються для створення наскрізного струменя повітря на горизонті пристовбурного двору. Велике поширення в Україні вентиляційна свердловини отримали на шахтах Донбасу.
Діаметр вентиляційної свердловини 0,78-3,2 м, глиб. до 1000 м. Практикується буріння групи вентиляційних свердловин розташованих паралельно, які приєднуються до одного вентилятора. При діаметрі понад 2 м вентиляційні свердловини обладнуються клітьовим підйомом і використовуються як запасні виходи з шахт.